# Tony Brown (cestista 1964)
T. Tony Brown (Stockton, 17 ottobre 1964) è un ex cestista statunitense, professionista nella CBA e in Francia.

## Palmarès
- CBA All-Defensive Second Team (1987)